# Lijst van burgemeesters van Huissen
Dit is een lijst van burgemeesters van de voormalige Nederlandse gemeente Huissen in de provincie Gelderland van 1713 tot en met 2001.

## Geschiedenis
Tot 1713 vonden jaarlijks op de tweede zondag na Pasen de magistraatsverkiezing plaats. Op 15 december 1713 werden deze verkiezingen op last van de Pruisische koning Friedrich Wilhelm I opgeschort en uiteindelijk op 25 augustus 1718 afgeschaft. Na de dood van de laatst gekozen burgemeester Van Vinceler werden al diens opvolgers benoemd. In 1810 maakte de burgemeester-oude-stijl plaats voor de maire, de voorloper van het huidige ambt van burgemeester.
Per 1 januari 2001 ging Huissen op in de nieuwe gemeente Lingewaard (tot 1 januari 2003 heette die fusiegemeente 'gemeente Bemmel').

## Overzicht
| Ambtsperiode                        | Naam burgemeester                                            | Partij of stroming | Bijzonderheden |
| ----------------------------------- | ------------------------------------------------------------ | ------------------ | -------------- |
| 30 april 1713 - najaar 1716         | Wilhelm Caspar Mathijs van Vinceler                          |                    |                |
| najaar 1716 - najaar 1719           | Wilhelm Backer                                               |                    |                |
| najaar 1719 - voorjaar 1720         | Evert van Laer                                               |                    |                |
| voorjaar 1720 - november 1729       | Gerhard Backer                                               |                    |                |
| 31 januari 1730 - 2 november 1735   | Wilhelm Friedrich Bartz                                      |                    |                |
| 14 december 1735 - 4 oktober 1736   | Theodor Backer                                               |                    |                |
| 21 december 1736 - 6 november 1768  | Wilhelm Friedrich Bartz                                      |                    |                |
| 1768 - 1774                         | Lodewijk Willem Schirps                                      |                    |                |
| 1774 - 1779                         | Wilhelm Reisman                                              |                    |                |
| 1779 - 1785                         | Bartholomeus Petrus van Endt                                 |                    |                |
| 1785 - 26 maart 1814                | Johann Friedrich Pilgrim                                     |                    |                |
| 26 maart 1814 - 31 januari 1850     | Jeremias Jacobus Ernst Pilgrim                               |                    |                |
| 31 januari 1850 - 30 augustus 1865  | Johannes Andreas Theodoor Pilgrim                            |                    |                |
| 30 oktober 1865 - 28 februari 1867  | Coenraad Vemer (1812-1867)                                   |                    |                |
| 16 april 1867 - 31 juli 1876        | Constantijn Theodorus Kolfschoten (1837-1912)                |                    |                |
| 1 september 1876 - 26 december 1886 | Petrus Johannes Masion                                       |                    |                |
| 3 februari 1887 - 11 april 1893     | Arthur Eduard Joseph baron Van Voorst tot Voorst (1858-1928) |                    |                |
| 14 juni 1893 - 1 mei 1934           | Willem Michaël Helmich                                       |                    |                |
| 1 juni 1934 - 1 februari 1947       | Constant Maria Joannes Dony                                  |                    |                |
| 1 april 1947 - 18 april 1966        | Frederikus Theophilus Constantinus Maria Terwindt            |                    |                |
| 16 januari 1967 - 1 februari 1972   | Antonius Henricus Stadhouders                                | KVP                |                |
| 16 juli 1972 - 16 januari 1978      | Hendrikus Johannes Jacobus Aalders                           | KVP                |                |
| januari 1978 - juli 1978            | P.J. Cramwinckel                                             | KVP                | waarnemend     |
| 16 juli 1978 - 1 november 1992      | Cornelis Antonius van Wiggen                                 | CDA                |                |
| 1 december 1992 - 31 december 2000  | Robertus Johannes Persoon                                    | CDA                |                |